# Archives départementales de la Gironde
Les archives départementales de la Gironde sont un service du conseil départemental de la Gironde. Elles se situent à Bordeaux.

## Historique
Les archives départementales ont été créées dans chaque département en vertu de la loi du 5 brumaire an V (26 octobre 1796). Elles étaient destinées à conserver les archives de l’Ancien Régime (y compris celles des évêchés, abbayes, etc. disparus) ainsi que les archives des nouvelles institutions.
Les archives départementales de Gironde sont quant à elles d'abord installées au Directoire départemental de Bordeaux, devenu ensuite la Préfecture, situés alors dans le Palais Rohan, l'ancien palais archiépiscopal (aujourd'hui mairie de Bordeaux).
Les archives sont ensuite déplacées en 1810 dans la nouvelle préfecture, l'hôtel de Saige, cours du Chapeau-Rouge.
En 1818, le comte de Tournon, alors préfet de la Gironde, transfère les archives départementales dans l'ancien couvent des Carmes, rue Sicard (anciennement rue Sainte-Thérèse), situé dans le quartier des Chartrons.
De 1861 à 1867 a lieu la construction d'un nouveau bâtiment dédié, l'hôtel des archives départementales, avec 5 kilomètres linéaires de rayonnages. Situé 13-25 rue d'Aviau, l'édifice est dessiné par l'architecte Pierre-Auguste Labbé, qui interprète de façon originale la bibliothèque Sainte-Geneviève à Paris. Afin de réduire les risques d'incendie, il généralise l'usage du fer pour les planchers, les châssis des croisées, les rayonnages et les charpentes. En revanche, contrairement à la bibliothèque parisienne, il a caché les structures métalliques derrière des décors classiques.
En 1877 est publié le premier inventaire d'archives historiques du département, et 3 ans plus tard, en 1880, sera installée la salle de lecture comme elle existe actuellement rue d'Aviau.
Les magasins d'archives verront la lumière électrique pour la première fois en 1929 et 20 ans plus tard, la première rénovation des magasins d'archives de l'aile est aura lieu ainsi que l'accroissement de la capacité des archives (15 kilomètres linéaires au lieu de 5 précédemment). Le travail des archivistes sera également facilité à partir de cette période de rénovation (1950 - 1954) avec l'installation de monte-charge.
En 1964 sera installée une annexe aux archives départementales rue de Gironde avec 5 kilomètres linéaires de magasins d'archives. L'année d'après seront rénovés les magasins d'archives de l'aile Ouest de la rue d'Aviau, soit 15 ans après la première rénovation des archives et un accroissement de capacité des magasins d'archives de 28 kilomètres au lieu de 15 est effectué.
En 1979, le conseil général acquiert le site de Poyenne et la réhabilitation a lieu entre 1984 et 1987 afin que le bâtiment serve d'annexe aux archives avec une capacité de 30 kilomètres linéaires. Un an après la fin des travaux, une seconde salle de lecture est implantée sur le site de Poyenne.
En 2002 commence le projet ARCHIDEP pour l'informatisation des documents et l'année d'après débute le lancement du projet d'extension des locaux de Poyenne par le Conseil général afin de doubler la capacité de stockage (30 kilomètres linéaires supplémentaires soit un total de 60 kilomètres).
En 2004 est lancé le programme de numérisation ARCHINUM. À la suite de cela, en décembre 2005 est mis en ligne le site internet des archives départementales de la Gironde.
Le 11 octobre 2006 est posée la première pierre du nouvel hôtel des archives départementales, cours Balguerie-Stuttenberg. Le 16 octobre de la même année est fermée définitivement la salle de lecture de l'annexe de Poyenne et il faudra attendre le 24 avril 2007 l'ouverture au public d'une salle de lecture provisoire afin de pouvoir consulter à nouveau les microfilms de l'état civil au 4 rue d'Aviau.
Le 26 juillet 2007 débute la mise en ligne sur le site internet des archives départementales de l'état civil numérisé de la Gironde.
La fermeture de la salle de lecture de la rue d'Aviau interviendra en 2010, lors du début du déménagement des collections des archives.
Le 24 janvier 2011, le nouveau bâtiment des archives départementales ouvre ses portes cours Balguerie-Stuttenberg.

## Directeurs
- 1791 : Jean-Gabriel Lalanne
- ?-1806 : Lataste
- 1806-1807 : Duparc
- 1808 - ? : ?
- 1819-1823 : Jean-Georges Geay
- 1823-1836 : Charles Johanneton
- 1836-1837 : Laveaud
- 1837-1866 : Jean-Baptiste Gras
- 1866- 1889 : Alexandre Gouget
- 1889-1926 :  Jean-Auguste Brutails
- 1926-1949 : Gabriel Loirette
- 1949-1966 : André Betgé-Brezetz
- 1966-1976 : Louis Monnier
- 1976-1995 : Jean Valette
- 1995-2000 : Danièle Neirinck
- 2000-2012 : Louis Bergès
- Depuis 2013 : Agnès Vatican

## Informations pratiques et accès
Les archives départementales de la Gironde se situent au 72 cours Balguerie-Stuttenberg, 33 300 Bordeaux
Pour s'y rendre depuis la gare Saint Jean, il suffit de prendre le tramway ligne C direction Parc des Expositions ou Gare de Blanquefort et de descendre à l'arrêt Paul Doumer puis de prendre le bus ligne 4 en direction de Bordeaux Saint-Louis et descendre à l'arrêt Gaussen.
Si vous venez en voiture depuis la rocade Bordelaise, vous pouvez également sortir à Pessac afin de rejoindre un parking du tramway de la ligne B à l'arrêt Bougnard ou Unitec afin de prendre le tramway en direction de Claveau. Une fois l'arrêt Cours du Médoc atteint, vous n'avez plus qu'à remonter ce même cours à pied jusqu'au cours Balguerie Stuttenberg où vous prenez à gauche pour arriver aux archives.

## Fonds numérisés
- « Archives historiques du département de la Gironde pour les années 1859-1933 », sur Gallica

## Pour approfondir